# 島皮質
島皮質（とうひしつ、羅: insula、独: Inselrinde、英: insular cortex）は、大脳皮質の一領域である。脳葉の1つとして島葉（insular lobe）と呼ばれたり、単に島(insula) とも呼ばれる。島皮質は脳の外側面の奥、側頭葉と頭頂葉下部を分ける外側溝の中に位置している。島皮質は前頭葉、側頭葉及び、頭頂葉の一部である弁蓋と呼ばれる領域によって覆われている。弁蓋と島皮質の境界は島輪状溝と呼ばれる脳溝で区切られている。
島皮質はライルの島とも呼ばれ、その別名はオランダの解剖学者であるヨハン・クリスチャン・ライルの名en:Johann Christian Reilから付けられた。
島皮質は終脳の独立した葉であると考える研究者も存在する。また、島皮質を側頭葉の一部とする者も存在する。

## 前部と後部の構造的違い

島葉の位置を様々な角度から見たアニメーション。赤い所が外側溝の隙間から見える島葉の一部。

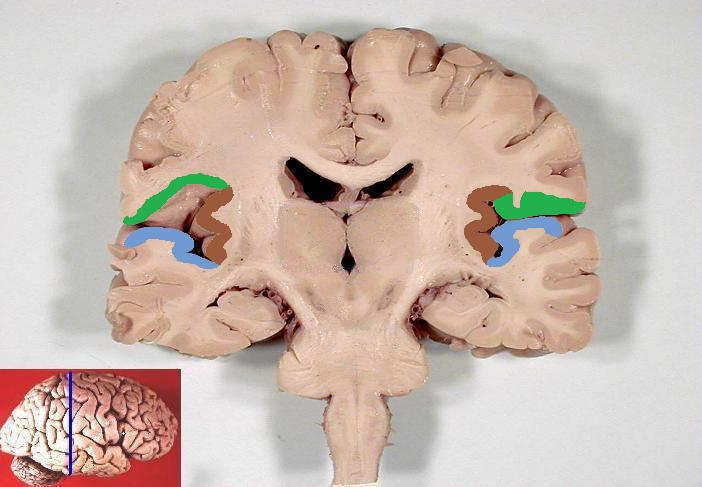
ヒト脳前部の冠状断面。外側溝周辺に色。
頭頂弁蓋（頭頂葉の一部）
島葉
側頭弁蓋（横側頭回、側頭葉の一部）

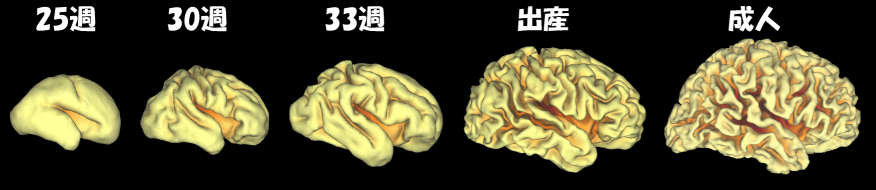
脳の発達と島葉。前頭葉、頭頂葉、側頭葉が発達するにつれ島皮質が覆われていき、成人になると外からほとんど見えなくなる。

島葉は、後部の顆粒細胞から前部の無顆粒細胞まで変化する様々な細胞構造、または細胞構築を持つ。また、その位置に従って異なる皮質、または視床からの入力がある。島葉前部は視床の内側腹側核基部 (VMb) から直接の投射を受け、扁桃体の中心核からの強い入力を受ける。加えて、島葉前部自身から扁桃体への投射が存在する。島葉後部は二次感覚野 (S2) と相互に接続しており、脊髄視床路によって活動が引き起こされた視床の下後腹側核 (VPI) からの入力を受ける。バド・クレイグ (Bud Craig) らによる、より最近の研究において、この領域は視床の内側腹側核の後部からの入力を受けることが示された。内側腹側核は痛みや気温、かゆみ、周りの酸素の量、性的な感触などの、情動や恒常性に関する情報を担っていると考えられている。ウィリアムソン (Williamson) らはヒトの島葉後部が運動における目的のための行動の知覚と関係していることを示した。

## 情動における役割 (辺縁系との関係)
島皮質、特にその前端部は辺縁系との関連がある皮質だと考えられている。島皮質は、その身体表象と主観的な感情の体験における役割に注目が集まっている。特に、アントニオ・ダマシオ (Antonio Damasio) は、この領域が、意識的な感情を生み出す情動の体験に関連する、直感的な状態をマップする役割を持つとした。この研究は、主観的な感情の体験 (つまり気分) は、脳が感情的な出来事によって起きる身体の状態変化を解釈することによって生じるとするウィリアム・ジェームズ (William James) の考えの神経科学的な定式化であるといえる。このことは身体化的認知 (embodied cognition) が生じた例である。
機能的に言えば、島皮質は収束した情報を処理することで、感覚的な体験のための情動に関連した文脈情報を生み出す。より具体的に言えば、島皮質前部は嗅覚、味覚、内臓自律系、及び辺縁系の機能により強く関わり、島皮質後部は聴覚、体性感覚、骨格運動とより強く関わっている。機能的核磁気共鳴画像法 (fMRI) による研究によって、島皮質は痛みの体験や喜怒哀楽や不快感、恐怖などの基礎的な感情の体験に重要な役割を持つことが示された。
脳機能イメージングによって島皮質と、食べ物や薬物に対する渇望などの意識的な欲望との関連が示唆されている。これらの感情に共通することとして、これらが身体の状態を変化させる点と、高い主観的特性と関連付けられる点がある。島皮質は身体状態に関連する情報を、高次認知と情動の処理に統合する役割を持つと位置付けられる。島皮質は視床を介して恒常性に関する求心性の経路から入力を受け、扁桃体や線条体腹側部や、前頭眼窩野などの、他の多くの辺縁系に関連した領域に出力する。
核磁気共鳴画像法 (MRI) による研究において、瞑想する人は右の島皮質後部が有意に厚いことが示されている。

## 中毒における役割
島皮質は飢餓や渇望といった身体状態を作り、食べ物や薬物への衝動を生み出す
。
多くの脳機能イメージング研究によって、島皮質は薬物乱用者が薬物の渇望を引き起こすような刺激を受けたときに活動することが分かっている。この現象はコカイン、アルコール、アヘン、ニコチンを含む様々な種類の薬物中毒で見つかっている。これらの発見に関わらず、薬物中毒に関わる文献では、島皮質の関与が無視されてきた。このことは現在の中毒のドーパミン報酬説の中心を占める、中脳ドーパミン系の直接の標的がよく分かっていないためと考えられる。最近の研究では、例えば脳卒中などによって、島皮質にダメージを受けた喫煙者は、煙草に対する中毒症状が事実上消失することが示されている。しかし、この研究は脳卒中から平均して8年後に行われたため、著者らは結果に対し、想起バイアスによる影響があることを認めている。
他の領域で脳卒中が起きた喫煙者に比べて、彼らは最大136倍以上の中毒症状が失われる傾向が見られた。中毒症状の消失は自己申告による行動の変化、例えば脳損傷から1日以内に煙草を吸わなくなったかや、禁煙で安心感を得たか、禁煙後に煙草を吸わなかったか、禁煙後に煙草を再開する衝動に駆られなかったかを調査することによって行われた。このことにより、ニコチンや他の薬物の中毒の神経科学的機構に関して島皮質が重要な役割を持ち、この領域が中毒症状の新しい治療法の標的となりうることが示唆された。加えて、この発見により島皮質を介した機能、特に意識的な感情が薬物中毒の治療に重要であることが示された。このような考えはそれまでの研究や文献では示されていなかったものである。
コントレラス (Contreras)らによるラットを用いた最近の研究では、これらの発見を裏付けるものとして、島皮質の不活性化により、薬物渇望の動物モデルである、アンフェタミンによって条件付けられた場所選好が消失することが示された。この研究において、島皮質の不活性化により、塩化リチウムの注射による不安反応も消失することから、島皮質によるネガティブな内受容性状態が、中毒に一定の役割を持つことが示された。しかし、この研究において、条件付けされた場所選好がアンフェタミン注射の直後に起きることから、この場所選好は、島皮質によって引き起こされる、アンフェタミンの離脱症状による遅い嫌悪効果というよりは、アンフェタミン導入による素早い誘因性の内受容性効果によるものと考えられる。
ナクヴィ (Naqvi) らにより提唱されたモデルでは、上で見るような薬物使用による誘因性の内受容性効果 (例えばニコチンの気道感受性への効果やアンフェタミンの心臓血管への効果) が島皮質において保存され、薬物使用と関連付けられた刺激に曝されることで、その効果が活性化するとされている。多くの機能イメージング研究において、島皮質が中毒者の薬物使用の際に活性化することが示されている。また、いくつかの研究では、薬物使用者の島皮質が、薬物に関連する刺激を呈示された際に活動し、その活動は被験者の薬物に対する主観的な渇望に比例するとしている。このような研究では、実際に体内の薬物レベルを変化させていないにもかかわらず島皮質の活動が起きる。したがって、単に薬物使用による内受容性効果のみではなく、島皮質は過去の薬物使用に関する誘因性の内受容性効果の記憶や、未来におけるそれらの効果の予期にも関連していると考えられる。これらは、まるで身体の内側から湧き上がるような自覚的な渇望を生む。それにより、中毒症状が薬物の使用を身体が望んでいるように感じられるものになるので、この研究によると、島皮質を切除された人は身体が薬物使用に対する衝動を忘れてしまったようであると報告している。

## 系統学的観点
旁辺縁皮質としては、島皮質は比較的古い構造であると考えられている。島皮質は、味覚、内臓感覚、自律性調節 (恒常性機能とも呼ばれる) などの、基本的な生存に必要な、強く保存された様々な機能を担っている。これらの良く保存された機能に加えて、島皮質はヒトや高等類人猿のみにおいて、より高次の機能を担っている。ジョン・オールマン (John Allman) らは島皮質前部には高等類人猿特有の紡錘形神経細胞 (spindle neuron (en) ) と呼ばれる細胞が含まれることを示した。この神経細胞は前帯状皮質でも高いレベルで、高等類人猿特有に見つかっている。紡錘形神経細胞は右の島皮質に高密度で存在していた。この神経細胞は高等類人猿特有の共感や自己認識的な感情などの認知-情動処理への関与が疑われている。このことは右の島皮質前部の構造と機能が自身の脈拍を感じたり、他者の痛みに共感する能力と相関していることを示す機能イメージングの結果によって支持されている。これらの機能は島皮質の低次機能と分離可能なものではなく、意識に関する恒常性の情報を担う島皮質の役割の結果によって生じるものと考えられる。

## 参考画像
- 左側の島葉。弁蓋部を切除することで露出させている。
- 第3脳室の中間部で脳を冠状断した図
- 側脳室の前角で冠状断した図
- 前交連で脳を冠状断した図
- 左前頭葉の眼窩面
- 側頭葉の上面を示した断面図
- 右大脳半球の水平断面
- ヒト脳の横側頭回と島葉